# Dicaeum ignipectus
Pica-flor-de-peito-flamejante ou pica-flor-flamejante (Dicaeum ignipectus) é uma espécie de ave da família Dicaeidae.
Pode ser encontrada nos seguintes países: Butão, Camboja, China, Índia, Indonésia, Laos, Malásia, Myanmar, Nepal, Filipinas, Taiwan, Tailândia e Vietname.
Os seus habitats naturais são: florestas temperadas, florestas subtropicais ou tropicais húmidas de baixa altitude e regiões subtropicais ou tropicais húmidas de alta altitude.